# Bliastonotus
Bliastonotus is een geslacht van rechtvleugeligen uit de familie sabelsprinkhanen (Tettigoniidae). De wetenschappelijke naam van dit geslacht is voor het eerst geldig gepubliceerd in 1960 door Beier.

## Soorten
Het geslacht Bliastonotus omvat de volgende soorten:
- Bliastonotus atrifrons Beier, 1960
- Bliastonotus bivittatus Brunner von Wattenwyl, 1895
- Bliastonotus specularis Fabricius, 1775
- Bliastonotus submarginatus Walker, 1870